# Ба (душа)
Ба — уявлення про душу людини, згідно з релігією стародавнього Єгипту. Єгиптяни вірили, що ба — це щось невидиме, яке не залишає тіло після біологічної смерті назовсім, а залишається разом з ним у могилі.
Ба виходить з тіла вночі, коли сонячна барка Ра пробиває собі дорогу Дуатом, і сновигає по цвинтару. Харчується пирогами та знаходиться під захистом богині кладовища Мерітсегер, яка живе в сикоморі. Для того, щоб ба повернулась у тіло, воно повинно залишатись недоторканим.
Стародавні єгиптяни вірили, що зірки на небосхилі — це ніщо інше, як численні ба, які відбивають світло світильників у могилах.

## Галерея

Малюнок Ба з людськими руками
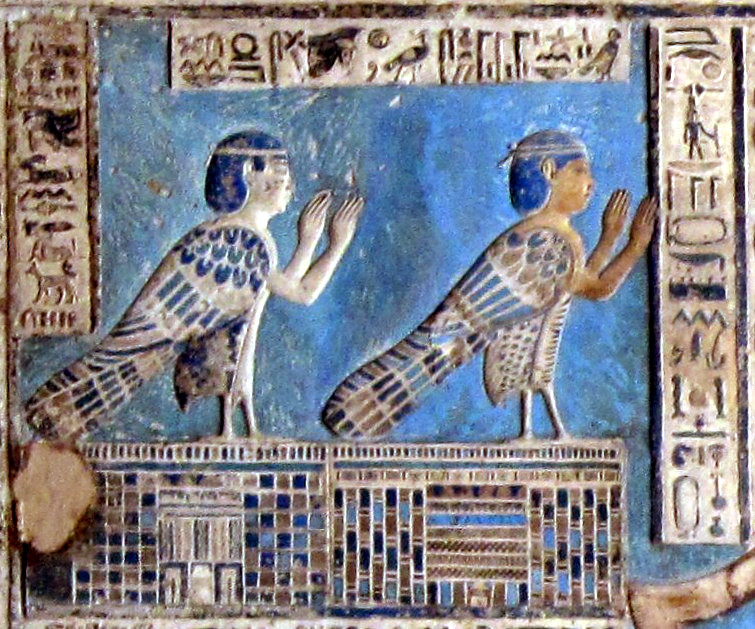
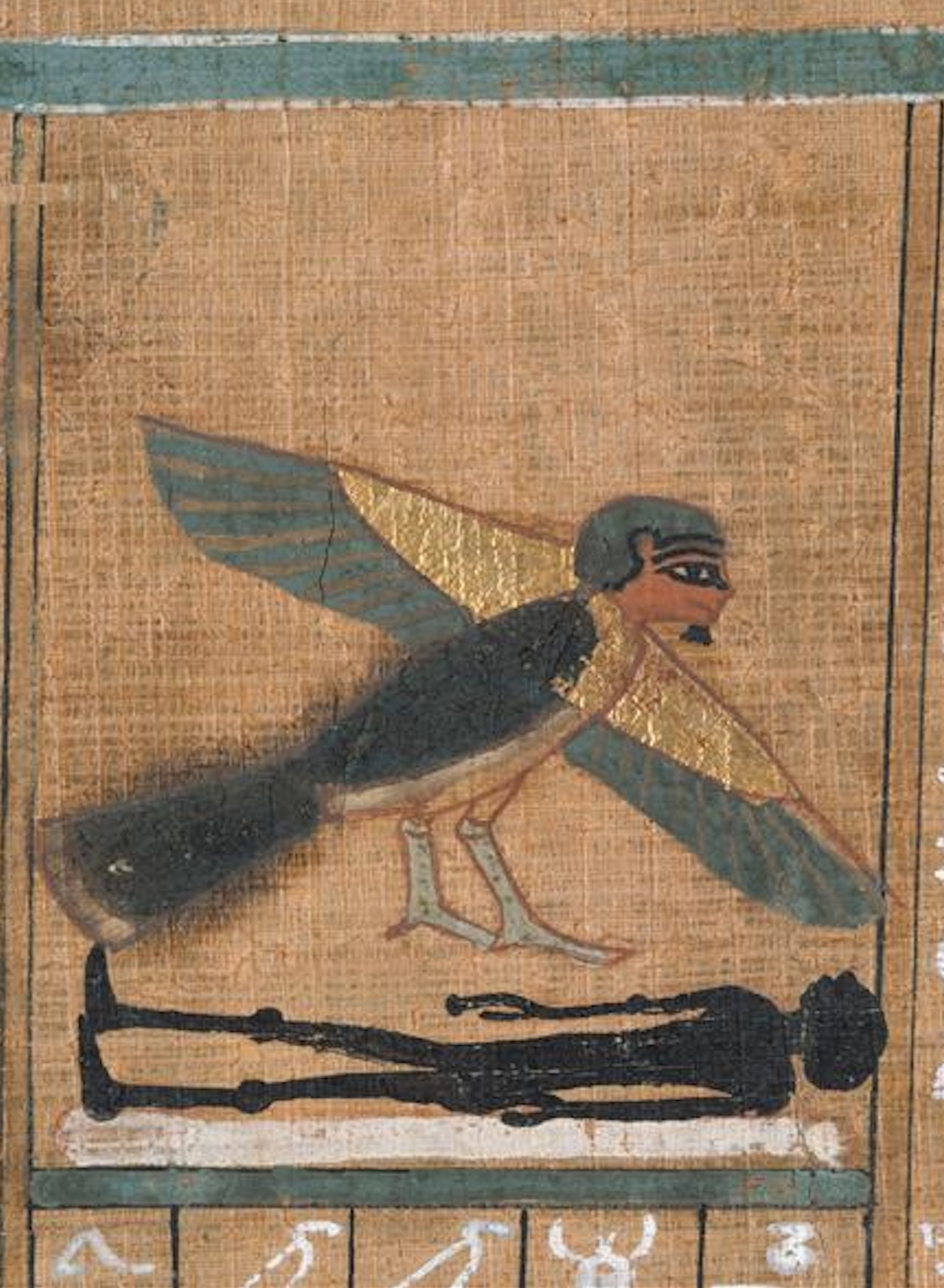
Ба мертвої людини ширяє над його тілом. Ілюстрація з Книги мертвих Техенена